# Jamie Foxx
Eric Marlon Bishop (Terrell, 13 de dezembro de 1967), mais conhecido como Jamie Foxx, é um ator, produtor, roteirista, cantor e comediante norte-americano. É conhecido principalmente por atuar como Ray Charles no musical Ray (papel que lhe rendeu o Oscar de melhor ator) e como Django no filme Django Livre, de Quentin Tarantino.

## Biografia
Artista incrivelmente versátil, adotou o sobrenome "Foxx" em homenagem ao famoso comediante Redd Foxx, atendeu a aulas de piano clássico na Juilliard, graduou-se em Música na United States International University, participou do programa de comédia In Living Color, teve seu próprio programa de TV, a aclamada comédia The Jamie Foxx Show, além de ter sido indicado a dezenas de prêmios por suas mais recentes interpretações no cinema.
Foi o terceiro ator negro a ganhar um Oscar de Melhor Ator (por sua excepcional atuação de Ray Charles no filme "Ray") e a primeira pessoa a ser triplamente indicada num Globo de Ouro no mesmo ano — Melhor Ator (pelo mesmo Ray), Melhor Ator em filme para TV (Redemption) e Melhor Ator (coadjuvante/secundário) (Collateral), além de ser o segundo homem - e primeiro negro - a entrar na seleta lista de indicados a melhor ator/atriz (coadjuvante/secundário) no mesmo ano. Para completar, foi a quarta pessoa a ganhar um Oscar e atingir o no.1 de vendas na parada musical da Billboard, e a primeira a fazê-lo no mesmo ano - por Gold Digger, cantada ao lado de Kanye West.
Em fevereiro de 2010, foi o apresentador do vídeo "We Are the World 25 for Haiti", uma campanha semelhante à campanha anterior, USA for Africa de 1985, mas dessa vez com foco no desastre ocorrido no Haiti. O vídeo foi lançado no dia 12 de fevereiro, durante a abertura dos Jogos Olímpicos de Inverno, e contou com a participação de vários artistas unidos pela reconstrução do país abalado pelo terremoto que ocorreu no dia 12 de janeiro. Entre eles estão Lil Wayne, T-Pain, Celine Dion, Jason Mraz, Jonas Brothers, Will.i.am e muitos outros, além de Lionel Ritchie, Quincy Jones e The Jackson 5, que já haviam participado da edição anterior.

### Carreira na música
Jamie Foxx é também um bem-sucedido cantor e compositor. Começou ainda novo a tocar piano, e chegou a ter aulas de piano clássico enquanto estava na faculdade. Em 1994, Foxx lançou seu primeiro álbum, pela Fox. O álbum se chamava Peep This, mas obteve um sucesso apenas mediano. Em 2001, Foxx apresentou o Video Music Awards da MTV. O ator e cantor assinou contrato com a Arista Records pertencente ao grupo Sony BMG.
Sua carreira musical recomeçou, de forma chamativa, em 2004, quando participou da música "Slow Jamz", do rapper Twista, contando também com a participação de Kanye West. A música alcançou o primeiro lugar na lista de singles norte-americanos Billboard Hot 100, e terceiro lugar na lista do Reino Unido. Foxx colaboraria com Kanye West por uma segunda vez, na música "Gold Digger", dessa vez cantando inspirado pela forma como Ray Charles cantava. A música debutou diretamente no primeiro lugar do Top 100 da Billboard e permaneceu nessa posição por 10 semanas seguidas.
Em 2005, no Grammy, Foxx cantou, junto de Alicia Keys e Quincy Jones "Georgia on My Mind", como tributo à Ray Charles. No ano seguinte, Foxx seria indicado à Melhor Performance Masculina de R&B, por "Creepin".
Undpredictable é o segundo álbum de estúdio de Jamie Foxx, vendendo mais de 598 000 cópias na sua primeira semana, mas falhou em atingir a primeira posição de vendas nos Estados Unidos.
Após esse começo na segunda posição, Unpredictable acabou subindo para o topo da parada de álbuns pop da Billboard na sua segunda semana, com vendas de mais de 200 000 cópias nos Estados Unidos. O álbum alcançaria a nona posição na parada de álbuns do Reino Unido.
Unpredictable é o primeiro álbum a conseguir tal feito - subir à primeira posição sem ter debutado nela — desde fevereiro de 2005, quando Genius Loves Company, de Ray Charles, conseguiu tal feito. Conseguindo a primeira posição da Billboard, Foxx se tornou o quarto artista a ganhar um Oscar por sua atuação e ter um álbum na primeira posição de vendas. (Sendo os outros três a conseguir tal façanha Frank Sinatra, Bing Crosby e Barbra Streisand.)
O primeiro single do álbum, a faixa-título "Unpredictable" entrou para o top 10 do Billboard Hot 100 e para o Top 20 da parada de vendas do Reino Unido. O segundo single norte-americano foi "DJ Play A Love Song", que reuniu mais uma vez Jamie Foxx com Twista para uma colaboração. No Reino Unido, entretanto, o segundo single do álbum foi "Extravanganza".

## Discografia

### Álbuns
- 1994: Peep This
- 2005: Unpredictable
- 2008: Intuition
- 2010: Best Night Of My Life

### Singles

#### Solo
| Ano  | Música                             | Posição | Posição            | Posição                     |
| Ano  | Música                             | Hot 100 | Parada R&B/Hip-Hop | Parada britânica de singles |
| ---- | ---------------------------------- | ------- | ------------------ | --------------------------- |
| 1994 | "Infatuation"                      | #92     | #36                | -                           |
| 1994 | "Experiment"                       | -       | #88                | -                           |
| 2005 | "Unpredictable" (com Ludacris)     | #8      | #2                 | #16                         |
| 2006 | "DJ Play A Love Song" (com Twista) | #51     | #6                 | -                           |
| 2006 | "Extravaganza" (com Kanye West)    | -       | #52                | -                           |
| 2006 | "Can I Take U Home"                | -       | #48                | -                           |
| 2009 | "Blame It" (com T-Pain)            | #2      | #1                 | #3                          |

#### Colaborações
| Ano  | Música                                           | Posição | Posição            | Posição                     |
| Ano  | Música                                           | Hot 100 | Parada R&B/Hip-Hop | Parada britânica de singles |
| ---- | ------------------------------------------------ | ------- | ------------------ | --------------------------- |
| 2004 | "Slow Jamz" (Twista com Jamie Foxx & Kanye West) | #1      | #1                 | #3                          |
| 2005 | "Gold Digger" (de Kanye West)                    | #1      | #1                 | #2                          |
| 2005 | "Georgia" (Ludacris com Jamie Foxx & Field Mob)  | #39     | #31                | -                           |

### Colaborações especiais

#### Em álbuns de estúdio
- 2003: MC Lyte, "Where Home Is" (no álbum Da Undaground Heat, Vol. 1)
- 2004: Twista, "Slow Jamz" (no álbum Kamikaze)
- 2005: 50 Cent, "Build You Up" (no álbum The Massacre)
- 2005: Kanye West, "Gold Digger" (no álbum Late Registration)
- 2005: Twista, "When I Get You Home" (no álbum The Day After)
- 2005: DTP, "Georgia" (no álbum Disturbing Tha Peace)
- 2006: T.I., "Live In The Sky" (no álbum King)
- 2006: LL Cool J, "Best Dress" (no álbum Todd Smith)
- 2007: Rascal Flatts, "She Goes All the Way" (no álbum Still Feels Good)

#### Em compilações
- 2005: "Creepin'" (de So Amazing)
- 2009: "Yes" (de LMFAO)

## Filmografia
- 1992 - Toys
- 1996 - The Truth About Cats & Dogs
- 1996 - The Great White Hype
- 1997 - Booty Call
- 1998 - The Players Club
- 1999 - Held Up
- 1999 - Any Given Sunday
- 2000 - Bait
- 2001 - Ali
- 2003 - Shade
- 2004 - Redemption: The Stan Tookie Williams Story
- 2004 - Breakin' All the Rules
- 2004 - Collateral
- 2004 - Ray
- 2005 - Stealth
- 2005 - Miami Vice
- 2005 - Jarhead
- 2006 - Dreamgirls
- 2007 - The Kingdom
- 2009 - Law Abiding Citizen
- 2009 - The Soloist
- 2010 - Valentine's Day
- 2010 - Due Date
- 2011 - Rio (voz)
- 2012 - Django Unchained
- 2013 - White House Down
- 2014 - Rio 2
- 2014 - The Amazing Spider-Man 2: Rise of Electro como Max Dillon / Electro
- 2014 - A Million Ways to Die in the West
- 2014 - Annie
- 2014 - Horrible Bosses 2
- 2017 - Sleepless
- 2017 - Baby Driver
- 2018 - Robin Hood - A Origem
- 2019 - Just Mercy
- 2020 - Soul (voz)
- 2020 - Project Power
- 2021 - Spider-Man: No Way Home como Max Dillon / Electro
- 2023 - Strays (voz)
- TBA - Spawn - Al Simmons

## Prêmios e indicações
- Lista incompleta

| Ano  | Premiação                  | Categoria                                         | Trabalho                                   | Resultado |
| ---- | -------------------------- | ------------------------------------------------- | ------------------------------------------ | --------- |
| 2004 | Oscar                      | Melhor Ator Coadjuvante                           | Colateral                                  | Indicado  |
| 2004 | Globo de Ouro              | Melhor Ator Coadjuvante                           | Colateral                                  | Indicado  |
| 2004 | BAFTA                      | Melhor Ator Coadjuvante                           | Colateral                                  | Indicado  |
| 2004 | Critics Choice             | Melhor Ator Coadjuvante em Cinema                 | Colateral                                  | Indicado  |
| 2004 | Critics Choice             | Melhor Ator em Cinema                             | Ray                                        | Venceu    |
| 2004 | Satellite Awards           | Melhor Ator (Comédia/Musical)                     | Ray                                        | Venceu    |
| 2004 | Satellite Awards           | Melhor ator em minissérie ou telefilme            | Redemption: The Stan Tookie Williams Story | Venceu    |
| 2004 | Globo de Ouro              | Melhor ator em minissérie ou filme para televisão | Redemption: The Stan Tookie Williams Story | Indicado  |
| 2004 | London Film Critics'Circle | Ator do Ano                                       | Ray                                        | Venceu    |
| 2005 | Prémio Screen Actors Guild | Melhor Ator em Cinema                             | Ray                                        | Venceu    |
| 2005 | Oscar                      | Melhor Ator                                       | Ray                                        | Venceu    |
| 2005 | Globo de Ouro              | Melhor Ator (Comédia/Musical)                     | Ray                                        | Venceu    |
| 2005 | SAG Awards                 | Melhor Ator (Principal)                           | Ray                                        | Venceu    |
| 2005 | NAACP Image Award          | Melhor Ator no Cinema                             | Ray                                        | Venceu    |
| 2005 | BET Awards                 | Melhor Ator                                       | Ray                                        | Venceu    |
| 2007 | BET Awards                 | Melhor Ator                                       |                                            | Indicado  |
| 2010 | BET Awards                 | Melhor Ator                                       |                                            | Indicado  |
| 2011 | BET Awards                 | Melhor Ator                                       |                                            | Indicado  |
| 2013 | BET Awards                 | Melhor Ator                                       |                                            | Venceu    |